# Liste von Namen und Titeln des Jesus von Nazareth
Die Liste von Namen und Titeln des Jesus von Nazareth enthält Namensformen, Bei- und Würdenamen sowie Hoheitstitel des Jesus von Nazaret. Mit Ausnahme des Personen- und des Herkunftsnamens sind sie christliche Glaubensbekenntnisse.

## Namen Jesu
| Name                    | Herkunft |
| ----------------------- | --- |
| Jesus                   | Jesu Name wurde gemäß Lukas 1,31 Maria bei der Verkündigung des Herrn durch den Engel Gabriel mitgeteilt: „Du wirst ein Kind empfangen, einen Sohn wirst du gebären; dem sollst du den Namen Jesus geben“. Der Name „Jesus“ ist die griechisch-latinisierte Form des hebräischen Namens „Jeschua“, entstanden aus „Jehoschua“ oder „Joschua“, er bedeutet „Der Herr ist Heil (Rettung)“. Der Name wurde auch im Deutschen lateinisch dekliniert. Geblieben ist davon bis heute der Genitiv „Jesu“. |
| von Nazareth            | Die Familie von Jesus wohnte im Dorf Nazareth in Galiläa. Gemäß Matthäus 2,23 hatten bereits die Propheten gesagt, der Messias solle Nazoräer genannt werden, es findet sich genau diese Formulierung im Alten Testament aber nicht. |
| Herr                    | Das Wort „Herr“ wird in deutschen Bibelübersetzungen für verschiedene hebräische oder griechische Wörter verwendet. So wird in den Übersetzungen JHWH meistens mit „Herr“ wiedergegeben. Weiter wird auch das hebräische Wort adon mit Herr wiedergegeben, das „Eigentümer“ oder „Befehlshaber“ bedeutet. Bereits die Septuaginta übersetzte beides als Kyrios ins Griechische, wodurch dort bereits eine Mehrdeutigkeit entstand. Im Neuen Testament, wird neben Gott auch Jesus als Kyrios angeredet. Dadurch wird seine Rolle als Herr und Meister (Rabbuni) unterstrichen. In den Briefen des Neuen Testaments ist das Wort „Kyrios“ daher teilweise nicht eindeutig entweder Gott oder Jesus zuzuordnen. |
| Ich bin...              | In seinen Predigten und Gleichnissen vergleicht sich Jesus mit Ich-bin-Aussagen mit Gegenständen, die seine Heilsbedeutung versinnbildlichen: „Ich bin das Brot des Lebens“, „Ich bin das Licht der Welt“, „Ich bin der Weg und die Wahrheit und das Leben“. Damit sagt er im Johannesevangelium explizit, dass der Weg zu Gott und dessen Heil nur über ihn führen kann. |
| Sohn Davids             | Als Jesus unter großem Jubel in Jerusalem einzieht, erwarten die Juden von ihm, dass er die Römer vertreibt und das Königreich des legendären Königs David wiederherstellt. Sie rufen ihm zu (Mt 21,9 ): „Hosianna dem Sohn Davids! Gesegnet sei, der da kommt im Namen des Herrn.“ Der Stammbaum Jesu in Mt 1,1–17 soll belegen, dass Jesus tatsächlich von David abstammt und damit die Davidsverheißung (2 Sam 7,12–13 ) erfüllen und überbieten kann. |
| König der Juden         | Als Erbe des davidischen Thrones wird von Jesus die Wiederherstellung des Reiches Israel erwartet, auf dessen Königsthron er sich setzen soll. Bereits Herodes der Große fürchtete sich vor einem neuen König der Juden, so dass er den Kindermord in Bethlehem in Auftrag gegeben haben soll. Nach Jesu Verhaftung fragt ihn Pilatus (Joh 18,23 ): „Bist du der König der Juden?“ Jesus bestätigt das, sagt aber auch, dass sein Königreich nicht von dieser Welt sei. Das Schild, das von Pilatus an Jesu Kreuz angeschlagen wurde, um seine Schuld anzugeben, lautete Jesus von Nazaret, der König der Juden. Jesu Königtum ist nicht irdischer Art, aber dennoch wirkliche, kosmische Herrschaft, die auch auf seine erwartete Wiederkunft in Herrlichkeit hinweist.                                                                                        |
| Sohn Gottes             | Während „Sohn“ in Beziehung zu Gott im Alten Testament zunächst nicht dem Messias vorbehalten war, ist dieser Titel im Neuen Testament ausschließlich auf Jesus selbst bezogen und auch Jesu Selbstverständnis. Gott selbst nennt Jesus bei dessen Taufe im Jordan seinen Sohn (Mt 3,17 ). Seine Jünger, allen voran Simon Petrus, bezeichnen ihren Meister als „Sohn des (lebendigen) Gottes“ (etwa Mt 16,16 ). Während Jesu Versuchung benutzt der Teufel diesen Titel zur Verhöhnung (Mt 4,3–6 ). Jesus als Sohn Gottes anzuerkennen gehört zu den zentralen Glaubensbekenntnissen der Christen. Für ihn selbst war das Bekenntnis jedoch einer der Hauptgründe für seine Verurteilung und Hinrichtung. |
| Menschensohn            | Im Alten Testament kommt der Begriff recht oft vor, unter anderem bei Hiob (Hiob 25,6 ), in diversen Psalmen und wiederholt bei Ezechiel als Anrede Gottes an den Propheten. Hier ist der hebräische Begriff bän haadam gleichbedeutend mit Mensch. In Daniel 7,13 ist damit dann in nachexilischer Prophetie eine Person mit göttlicher Vollmacht gemeint, wobei bereits bei Ezechiel nur noch der von Gott gesandte Prophet als „Menschensohn“ bezeichnet wird. Im Neuen Testament hingegen wird der Begriff dann nur noch von Jesus als Selbstbezeichnung verwendet. Damit weist er auf seine Selbsterniedrigung (etwa Mt 20,28 ) und seine Vollmacht als Richter und Herrscher (Mt 9,6 ) hin. Zudem ist er das vollkommene Bild Gottes, das der Mensch gemäß Genesis 1,26 sein soll.                                                                        |
| Priester                | Der Begriff kommt im NT insbesondere im Hebräerbrief vor, wo Jesus ewiger Anspruch auf das Hohepriesteramt untermauert wird (Hebr 5,5f ). Jesus ist der ewige Priester, der in Psalm 110 angekündigt wird: „Du bist Priester auf ewig nach der Ordnung Melchisedeks“. Jesus hat mit seinem reinen Opfer die Versöhnung mit Gott ein für allemal erreicht. |
| Lamm Gottes             | Das Lamm ist traditionelles Opfertier bei den Juden. In Jeremia 53,7 wird der „Gottesknecht“, also der zukünftige Erlöser, als Opferlamm dargestellt. Als erster weist Johannes der Täufer auf Jesus als genau dieses Lamm Gottes hin. Im Brief an die Hebräer (Hebr 9,11–15.26 ) versichert der Autor seinen Lesern, dass Jesus sich selbst als das endgültige Opfer dargebracht hat. |
| Messias – Christus      | Das aus dem Griechischen stammende Wort Christus bedeutet der Gesalbte und ist im Neuen Testament die Übersetzung des hebräischen Messias. Die Salbung war in Israel ein Zeichen, mit dem Könige eingesetzt wurden. Gelehrte Juden zur Zeit Jesu wussten, dass die Wiederkunft eines Königs prophezeit worden war, und so erwarteten sie den neuen König, der sie aus der Knechtschaft der Römer befreien würde. Die synoptischen Evangelien nennen Jesus bereits ganz am Anfang „den Christus“, als den neugeborenen Erlöser der Welt. Jesus hat den Messiastitel nie auf sich selber angewendet; wenn der Titel von Zuhörern an ihn herangetragen wurde, hat Jesus dies kritisiert und korrigiert (vgl. Mk 8,29-33 ). Dennoch belegt gerade diese Stelle, die als authentisch gilt, dass Jesus bereits zu Lebzeiten die Rolle des Messias zugesprochen wurde. |
| Immanuel                | Der Name Immanuel (Gott mit uns) wird in Jes 7,14 bei der ersten Verheißung des zukünftigen Erlösers genannt. Mit fast identischen Worten kündet später der Engel Gabriel Maria die Geburt ihres Sohnes an. |
| Morgenstern             | Ausgehend von den neutestamentlichen christologischen Aussagen Offb 22,16 und 2 Petr 1,19 bezeichnet die Kirche Christus als den wahren Morgenstern, der in Ewigkeit nicht untergeht. (Exsultet) |
| Bräutigam               | Jesus nennt sich in Gleichnissen so. Dies soll die Zuhörer auf die freudige Ankunft Jesu vorbereiten. |
| Als Ursprung des Lebens | Christus ist gemäß verschiedener, ähnlich klingender Aussagen der Ursprung und Ziel des (jeden) Lebens. So wird er von Petrus der „Urheber des Lebens“ (Apg 3,15 ) genannt; im Hebräerbrief ist er der „Urheber des Ewigen Heils“ (Hebr 5,9 ) oder auch der „Anfänger und Vollender des Glaubens“ (Hebr 12,2 ) genannt. |
| Guter Hirte             | Jesus bezeichnet sich mehrfach als der „Gute Hirt“ und wird in den späteren Schriften auch an die Stelle des obersten Hirten gerückt, so etwa 1 Petr 5,4 . Das Bild als guter Hirte steht auch im Kontrast zu den „Hirten“ (Königen) des Alten Testaments, die sich oft nicht um ihr Volk gekümmert haben. |
| Das Alpha und Omega     | Alpha und Omega sind erster und letzter Buchstabe des Griechischen Alphabets. Christus ist der erste und der Letzte, der Anfang und das Ende der Welt (vgl. Offb 1,17f , 22,13 ). Es finden sich weitere, ähnliche Titel in der Offenbarung des Johannes. |
| Der Gerechte            | Apg 3,14 7,52 und 22,14 ; 1 Petr 3,18 ; 1 Joh 2,1 |
| Der Eckstein            | Jesus wird als der Eckstein bezeichnet (Eph 2,20 ), was sich auf Jes 28,16 bezieht; vgl. Mt 21,42 als Zitat von Ps 118,22 . |

## Wirken „im Namen Jesu“
Jesu Jünger traten „im Namen Jesu“ auf und tauften ihre Anhänger auf den Namen Jesu des Herrn (vgl. Apg 2,38 , Apg 8,16 ). Wie Magier und Zauberer stellten sie damit Menschen in einen geistigen Macht- und Hoheitsbereich – jedoch mit dem Anspruch, dass die Macht dieses Namens die Macht des Gottes Israels, des Herrn der ganzen Schöpfung, sei und sein Gebrauch kein Missbrauch im Sinne von Ex 20,7 , sondern der aufgetragene rettende Gebrauch.